# VideoLAN

Logo comune per tutti i progetti di VideoLAN

VideoLAN è un progetto che sviluppa software per la riproduzione di video e altri formati multimediali attraverso una rete locale (LAN). Originariamente vennero sviluppati due programmi per lo streaming di file multimediali, VideoLAN Client (VLC) e VideoLAN Server (VLS), ma la maggior parte delle caratteristiche di VLS sono state inserite in VLC, con il risultato rinominato in VLC media player.
Il progetto è iniziato per l'iniziativa di uno studente dell'École Centrale Paris (Francia), ma dopo aver distribuito il software sotto licenza di software libero/open source GNU General Public License, il progetto è ormai multinazionale con un team di sviluppo che copre 20 nazioni.

## Progetti

### VLC
VLC è un lettore multimediale portatile ed un server per lo streaming che supporta molti codec audio e video e formati di file così come i DVD e VCD, e vari protocolli streaming. È in grado di trasmettere in rete e di transcodificare i file multimediali e di salvarli in diversi formati. È uno dei lettori indipendenti da piattaforme più disponibili, con versioni per Microsoft Windows, macOS, Linux, BeOS, Syllable, BSD, MorphOS, Android, Solaris e Sharp Zaurus, ed è ampiamente utilizzato con oltre 2,3 miliardi di download ad agosto 2018.

### VLMC
VideoLAN Movie Creator (VLMC) è un software multipiattaforma di montaggio video digitale basato su VLC Media Player. Il software è ancora in fase di sviluppo iniziale.

### VLS
Il progetto VLS era originariamente destinato ad essere utilizzato come server per lo streaming video. Ma adesso, che è stato fuso con il progetto VLC, l'uso di VLS non viene incoraggiato.

### Codec
Il progetto VideoLAN sviluppa anche diverse librerie audio/video di decodifica e di decifratura, come libdvdcss che permette di decodificare il contenuto di DVD protetti con tecnologia CSS, x264 che può codificare video H.264 e libdca in grado di decodificare audio DTS.

### VLMa
Un nuovo progetto è stato sviluppato, chiamato VLMa (che sta per VideoLAN Manager). VLMa è un'applicazione per gestire le trasmissioni di canali televisivi, ricevute via digitale terrestre o satellite. La sua interfaccia è fornito come un sito web scritto in Java. È anche in grado di effettuare streaming di file audio e video. VLMa è costituito da un demone (chiamato VLMad) e un'interfaccia web (chiamata VLMaw).

### VLC media player Skin Editor
VLC Skin Editor è un semplice programma sviluppato da VideoLAN. La semplice interfaccia consente agli utenti di creare nuove skin per VLC Media Player senza la conoscenza del Sistema VLC Skins2 XML. La versione corrente è la 0.8.5.

## Uso commerciale
Nel maggio 2008, Neuros Technology e Texas Instruments hanno iniziato a lavorare alla portabilità di VideoLAN sulla loro prossima generazione di set-top box open.